# (33143) 1998 DJ7
1998 DJ7 (asteroide 33143) é um asteroide da cintura principal. Possui uma excentricidade de 0.00668916 e uma inclinação de 3.05605º.
Este asteroide foi descoberto no dia 21 de fevereiro de 1998 por Spacewatch em Kitt Peak.